# Fred Bruno
Bruno Carneiro Nunes (São Paulo, 25 de abril de 1989), mais conhecido como Fred Bruno, é um youtuber, apresentador de televisão, jornalista, influenciador digital e ex-jogador de futsal brasileiro. Atualmente está no Grupo Globo. Até junho de 2024, era apresentador no canal Desimpedidos, onde estava desde 2015 e ficou popularmente conhecido. Fred Bruno participou do Big Brother Brasil 23, sendo o 10° eliminado, com 50,23%. Pelo canal já cobriu diversos eventos esportivos, como Liga dos Campeões da UEFA, Copa do Mundo FIFA, Copa América, Copa Libertadores da América, Copa do Brasil, Jogos Olímpicos Rio 2016 e Florida Cup. Em 2019 foi eleito pela Forbes Brasil como um dos 30 jovens mais promissores do país. Já em 2020 atuou na pré-temporada do Magnus Futsal, onde protagonizou uma série no YouTube chamada Vai Pra Cima, Fred!.

## Carreira
Filho do metalúrgico Dalso e da vendedora ambulante Aurimar, cresceu no bairro da Vila Santa Catarina, na Zona Sul da capital paulista, e desde pequeno sonhava em se tornar um jogador de futebol profissional. Durante sua trajetória fez diversas peneiras em times da capital, mas nunca se firmou em nenhum clube. Mas percebeu que o que realmente ele queria seguir era com o jornalismo. Foi na universidade que ele conheceu amigos que logo após formariam um canal no Youtube chamado "Futebol nas 4 Linhas" , na época da Copa do Mundo de 2014 . Cerca de um ano após a criação do canal, veio a oportunidade de entrar no Desimpedidos. Posteriormente, e, no ano de 2019, surgiu a oportunidade de ser jogador do Magnus Futsal, clube em que jogou a pré-temporada do ano de 2020 e conquistou a Copa Internacional, em seu primeiro ano como jogador de futsal profissional.

### Começo de carreira antes do Desimpedidos
Após terminar o ensino médio, Fred Bruno entrou no curso de Jornalismo na Universidade Paulista. Com o seu sonho de se tornar um jogador de futebol profissional frustrado, entrou na faculdade de jornalismo para trabalhar na área que mais amava, a de esportes. Por isso, junto de amigos que conheceu na faculdade, fundou o canal "Futebol Nas 4 Linhas". O canal abordava temas sobre futebol, como entrevistas, opiniões e esquetes de humor. No entanto, a grande oportunidade da vida de Fred Bruno chegou em 2015, com o canal Desimpedidos.

### Desimpedidos e o BBB (2015–2024)
Após a saída de Felipe Andreoli do canal Desimpedidos, um concurso para um novo integrante foi aberto. Fred Bruno foi um dos vários concorrentes e a criatividade do seu vídeo fez com que ele fosse selecionado como novo integrante do canal, tendo que tatuar a palavra "zueira" no braço como parte de uma promessa.
Iniciou no canal com seu quadro chamado "Fred+10", sendo um quadro quinzenal no começo. Fred Bruno ganhou mais espaço após a saída do apresentador Mil Grau, com seu programa passando a ser semanal. Também participou do "Desinformados", principal quadro do canal na época.
Em 2016 iniciou um quadro chamado "Desafio do Fred", onde ele convida personalidades; sejam elas do futebol, música, televisão, cinema ou do próprio YouTube para fazer um desafio. Nesse quadro, diversos jogadores do alto escalão do futebol já foram convidados, como Cristiano Ronaldo, Neymar, Marta e Marcelo. Também já participaram os cantores Péricles, Xand Avião e os youtubers Júlio Cocielo, Felipe Castanhari e Christian Figueiredo.
No mesmo ano, Fred Bruno e seus companheiros de Desimpedidos iniciaram um projeto do canal no Fox Sports, chamado "Desimpedidos na Fox". O programa ia ao ar na faixa noturna do canal e era apresentado por Fred Bruno e Bolívia com eventuais convidados.
Em 2019 iniciou um quadro chamado "Desimpedidos por Trás". Nesse quadro Fred Bruno, Bolívia e eventualmente outros integrantes do Desimpedidos contavam histórias e curiosidades de suas vidas ou recebiam convidados e também colegas de trabalho com quem já gravaram para contar sobre experiências vividas nessas gravações. O quadro durou até 2020, quando foi descontinuado.
Ainda em 2019, Fred Bruno foi apresentador do programa "Desafio de Talentos", da ESPN Brasil. Também participou do "Show da Black Friday". O evento foi gravado no YouTube Space, no Rio de Janeiro, e contou com participação de outras personalidades, sendo também transmitido simultaneamente em mais de um canal. Foi a maior live já feita no YouTube. No mesmo ano Fred Bruno esteve na lista da Forbes 30 Under 30, como um dos 30 jovens mais promissores do país.
Em 2020 virou protagonista da série Vai Pra Cima, Fred!. A série contou sua tentativa de se tornar profissional do Magnus Futsal aos 30 anos. Foi também nesse ano que Fred Bruno e seu companheiro de Desimpedidos, Chicungunha, começaram a apresentar o quadro "Papo de Sábado", onde os dois conversam abertamente sobre experiências de suas vidas dentro de temas que geralmente são escolhidos pela audiência do canal ou pelos próprios apresentadores. Em janeiro de 2021, ao invés dos sábados, o quadro começou a sair nas terças-feiras e foi renomeado para "Papo de Terça". Durante a temporada de verão do Desimpedidos, em janeiro desse mesmo ano, o programa foi renomeado provisoriamente como "Papo de Verão". Ao final da temporada de verão do Desimpedidos, o programa voltou para os sábados e novamente com o nome "Papo de Sábado".
Em 2021, Fred Bruno virou um personagem do "Modo Volta" do jogo eletrônico de futebol FIFA 21.
Em 27 de novembro de 2021 enquanto estava no estádio Centenário em Montevidéu no Uruguai para acompanhar e gravar conteúdos sobre a Final da Copa Libertadores da América de 2021 disputada entre Flamengo e Palmeiras, Fred Bruno deslocou seu ombro após comemorar o primeiro gol da partida marcado por Raphael Veiga a favor do Palmeiras. Em seguida, Fred Bruno foi ao ambulatório do estádio onde ele colocou uma tipóia, depois voltou a arquibancada para acompanhar o restante do jogo.
Logo no início de 2023, Fred Bruno foi anunciado como participante do reality show Big Brother Brasil 23, onde foi eliminado no 10° paredão da temporada, com uma porcentagem de 50,23%. O paredão foi disputado juntamente com Domitila Barros, com quem proporcionou uma grande rivalidade no decorrer do programa, e Gabriel Santana.
Em 19 de junho de 2024, Fred Bruno anunciou que iria sair do Desimpedidos após 9 anos.

### Grupo Globo (2024–atualmente)
Em 26 de agosto de 2024, Fred Bruno foi contratado pelo Grupo Globo.

## Vida pessoal
É torcedor declarado do Palmeiras. No entanto, apesar de ser palmeirense declarado, o primeiro time que Fred Bruno torceu na infância foi o Corinthians.
Antes de trabalhar no Desimpedidos, Fred Bruno teve alguns empregos e fez bicos, como: vendeu doces com a mãe, foi passeador de cachorro, professor de informática, balconista de padaria, auxiliar administrativo, ator de teatro e figurante de jogador de futebol.
Fred Bruno já participou de um episódio de Chiquititas, fazendo uma pequena participação em uma cena como figurante.
Em 2018, por conta da Copa do Mundo FIFA daquele ano e a Black Friday, Fred Bruno foi garoto propaganda da rede varejista brasileira Casas Bahia, inclusive contando com participação de sua mãe em um dos comerciais.
Em 2019 revelou que já fez sexo no vestiário de um estádio, e que no início do ano passou o carnaval no Rio de Janeiro acompanhado do ator Danton Mello, do futebolista Éverton Ribeiro e do político ACM Neto.
No dia 7 de setembro de 2020, confirmou seu relacionamento com a influenciadora digital e ex-BBB Bianca Andrade, mais conhecida como Boca Rosa. Já no dia 22 de dezembro, o jornalista Leo Dias anunciou em seu blog e em suas redes sociais que Bianca Andrade estaria grávida do primeiro filho do casal, fato que foi confirmado no mesmo dia por Fred Bruno e Bianca em suas redes sociais. Porém, o casal criticou o jornalista pelo vazamento dessas informações, pois não haviam autorizado e pelo fato de impedir que eles mesmos dessem a notícia.
Em 2021, descontente com o desempenho do time, parte da torcida do Cruzeiro pediu a contratação de Fred Bruno para a diretoria do clube, mas nenhuma tentativa de contratação foi feita e com isso nenhum contrato foi assinado. Esse caso ganhou notoriedade pela repercussão que teve nas redes sociais, o que inspirou diversos memes e montagens.
No dia 20 de fevereiro, Fred Bruno e Bianca realizaram um chá de revelação no Estádio do Maracanã para alguns convidados, onde foi revelado que o filho do casal seria um menino e se chamaria Cris. Todo o evento foi documentado nas redes sociais do casal e de alguns dos convidados.
Em 15 de julho de 2021, seu filho Cris, fruto de sua relação com Bianca Andrade, nasceu às 21h15. O acontecimento foi comemorado pelo casal em suas respectivas redes sociais. Foram 20 horas de trabalho de parto para o nascimento do bebê: 51 cm e 3,7 kg.
Em 22 de abril de 2022, Fred Bruno e Bianca Andrade anunciaram publicamente em suas redes sociais o fim do relacionamento entre os dois.
Entre janeiro e maio de 2023, Fred Bruno teve um relacionamento com Larissa Santos, a quem conheceu no Big Brother Brasil 23.

## Títulos como jogador
Magnus Futsal
- Copa Internacional: 2020[45]
- Liga Nacional de Futsal: 2020[46][47]

Rio de Janeiro Squad (Rio Squad)
- Modo Volta: 2019[48]

## Filmografia
| Ano           | Título              | Função                     | Notas                      |
| ------------- | ------------------- | -------------------------- | -------------------------- |
| 2016-17       | Desimpedidos Na Fox | Apresentador               | [ 11 ]                     |
| 2019-20       | Desafio de Talentos | Apresentador               | [ 49 ]                     |
| 2020          | Vai pra cima, Fred  | Apresentador               | [ 50 ]                     |
| 2021          | Meus Prêmios Nick   | Apresentador               | [ 51 ]                     |
| 2022          | Novelei             | Jorge Araújo Sousa (Tufão) | Episódio: "Avenida Brasil" |
| 2023          | Big Brother Brasil  | Participante (12º lugar)   | Temporada 23               |
| 2025-presente | Globo Esporte       | Apresentador               |                            |
| 2025-presente | Panela Sport        | Apresentador               |                            |